# Amal Aden
Amal Aden (Somàlia, 1983) és el pseudònim d'una escriptora, conferenciant i activista lesbiana somalinoruega. És membre suplent de la Comissió de Queixes de la Premsa Noruega.

## Trajectòria
Amal Aden nasqué a Somàlia i restà òrfena a l'edat de quatre anys. Era analfabeta i el 1996 va arribar a Noruega com a refugiada per la reunificació familiar quan en tenia tretze, després de viure com una nena abandonada al carrer durant set anys. Al principi lluità amb l'enfrontament amb una altra cultura, contra la protecció infantil i altres serveis públics que, segons ella, no la pogueren ajudar. Tingué contacte amb les drogues al districte de Grønland d'Oslo, i passà temporades vivint als carrers d'aquesta ciutat.
Més tard, treballà com a autònoma com a intèrpret per a la policia, escoles i altres instàncies, a més de ser assessora i conferenciant per a municipis i altres instàncies. És mare de bessons i del 2002 ençà viu a Hønefoss.
Amal Aden publica el primer llibre el 2008, la novel·la Jacyl er kjærlighet, en somali, basada en una història real sobre una tràgica relació amorosa entre Sarah i Mustafa, en col·laboració amb Håvard Syvertsen.
Amal Aden esdevingué membre suplent de la Comissió de Queixes de la Premsa Noruega i, al gener de 2013, col·laboradora del diari Dag og Tid.

### Activisme
Amal Aden és una activista musulmana-lesbiana. El 2013, després de participar en la Desfilada de l'Orgull Gai d'Oslo, va afirmar que havia rebut 146 missatges amenaçadors.

## Reconeixements
Ha rebut alguns premis pel seu treball en favor de la igualtat. El 2010 rebé el Premi Zola, un guardó noruec que duu el nom de l'escriptor Émile Zola, pel seu treball en temes d'immigració i integració. El 2013, li donaren el Premi Amnistia d'Amnistia Internacional Noruega. A l'any següent, fou la guanyadora del Premi en memòria d'Erik Bye. El 2016 rebé el Premi Gina Krogde de l'Associació Noruega pels Drets de les Dones.